# Gama pilosa
Gama pilosa är en skalbaggsart som beskrevs av Moser 1918. Gama pilosa ingår i släktet Gama och familjen Melolonthidae. Inga underarter finns listade i Catalogue of Life.